# Mistrzostwa Świata w Piłce Siatkowej Mężczyzn 2018/Finał
Finał Mistrzostw Świata w Piłce Siatkowej Mężczyzn 2018 odbył się 30 września w PalaAlpitour w Turynie. W meczu finałowym zmierzyły się reprezentacje Brazylii oraz Polski. Drużyny te spotkały się w finale mistrzostw świata trzeci raz (wcześniej obie drużyny grały ze sobą w finale w 2006 i 2014 roku).
Reprezentacja Polski wygrała finał 3:0, broniąc tytułu mistrza świata sprzed czterech lat. Był to trzeci tytuł mistrza świata w historii reprezentacji Polski.

## Droga do finału
| Lp. | Drużyna  | Mecze   | Mecze   | Pkt |
| Lp. | Drużyna  | W (3:2) | P (2:3) | Pkt |
| --- | -------- | ------- | ------- | --- |
| 1   | Brazylia | 4 (1)   | 1 (0)   | 11  |
| 2   | Holandia | 4 (1)   | 1 (0)   | 11  |
| 3   | Francja  | 3 (0)   | 2 (2)   | 11  |
| 4   | Kanada   | 3 (0)   | 2 (0)   | 9   |
| 5   | Egipt    | 1 (0)   | 4 (0)   | 3   |
| 5   | Chiny    | 0 (0)   | 5 (0)   | 0   |

| Lp. | Drużyna   | Mecze   | Mecze   | Pkt |
| Lp. | Drużyna   | W (3:2) | P (2:3) | Pkt |
| --- | --------- | ------- | ------- | --- |
| 1   | Polska    | 5 (0)   | 0 (0)   | 15  |
| 2   | Iran      | 4 (1)   | 1 (0)   | 11  |
| 3   | Bułgaria  | 3 (0)   | 2 (0)   | 9   |
| 4   | Finlandia | 2 (1)   | 3 (1)   | 6   |
| 5   | Kuba      | 1 (0)   | 4 (0)   | 3   |
| 5   | Portoryko | 0 (0)   | 5 (1)   | 1   |

| Lp. | Drużyna   | Mecze   | Mecze   | Pkt |
| Lp. | Drużyna   | W (3:2) | P (2:3) | Pkt |
| --- | --------- | ------- | ------- | --- |
| 1   | Brazylia  | 7 (2)   | 1 (0)   | 19  |
| 2   | Belgia    | 4 (0)   | 4 (2)   | 14  |
| 3   | Słowenia  | 4 (1)   | 4 (2)   | 13  |
| 4   | Australia | 3 (1)   | 5 (1)   | 9   |

| Lp. | Drużyna   | Mecze   | Mecze   | Pkt |
| Lp. | Drużyna   | W (3:2) | P (2:3) | Pkt |
| --- | --------- | ------- | ------- | --- |
| 1   | Polska    | 6 (0)   | 2 (1)   | 19  |
| 2   | Serbia    | 6 (2)   | 2 (1)   | 17  |
| 3   | Francja   | 5 (0)   | 3 (3)   | 18  |
| 4   | Argentyna | 3 (2)   | 5 (1)   | 8   |

| Lp. | Drużyna           | Mecze   | Mecze   | Pkt |
| Lp. | Drużyna           | W (3:2) | P (2:3) | Pkt |
| --- | ----------------- | ------- | ------- | --- |
| 1   | Brazylia          | 2 (1)   | 0 (0)   | 5   |
| 2   | Stany Zjednoczone | 1 (0)   | 1 (0)   | 3   |
| 3   | Rosja             | 0 (0)   | 2 (1)   | 1   |

| Lp. | Drużyna | Mecze   | Mecze   | Pkt |
| Lp. | Drużyna | W (3:2) | P (2:3) | Pkt |
| --- | ------- | ------- | ------- | --- |
| 1   | Polska  | 1 (0)   | 1 (1)   | 4   |
| 2   | Serbia  | 1 (0)   | 1 (0)   | 3   |
| 3   | Włochy  | 1 (1)   | 1 (0)   | 2   |

## Wynik spotkania
Niedziela, 30 września 2018 – 21:15 (UTC+02:00) • PalaAlpitour, Turyn
Widzów: 12011
Czas trwania meczu: 97 minut
Sędziowie:  Fabrizio Pasquali i  Hernán Gonzalo Casamiquela
| Brazylia                | 0:3                                     | Polska               |
| Wallace de Souza 14 pkt | (26:28, 20:25, 23:25) raport raport P-2 | Bartosz Kurek 24 pkt |

| Poz.                 | Nr | Zawodnik          | 1           | 2           | 3           | 4 | 5 | Pkt |
| -------------------- | -- | ----------------- | ----------- | ----------- | ----------- | - | - | --- |
| R                    | 1  | Bruno Rezende     | 9 sześć     | 5 dwa       | 17 zmiana8  |   |   | 1   |
| A                    | 8  | Wallace de Souza  | 6 trzy      | 8 pięć      | 6 trzy      |   |   | 14  |
| P                    | 12 | Felipe Fonteles   | 7 cztery    | 9 sześć     | 7 cztery    |   |   | 6   |
| Ś                    | 13 | Maurício Souza    | 8 pięć      | 4 jeden     |             |   |   | 1   |
| P                    | 14 | Douglas Souza     | 4 jeden     | 6 trzy      | 4 jeden     |   |   | 11  |
| Ś                    | 16 | Lucas Saatkamp    | 5 dwa       | 7 cztery    | 5 dwa       |   |   | 6   |
| L                    | 9  | Thales Hoss       | L           | L           | L           |   |   |     |
| Zmiany               |    |                   |             |             |             |   |   |     |
| Ś                    | 2  | Isac Santos       | 22 zmiana13 | 22 zmiana13 | 8 pięć      |   |   | 3   |
| Ś                    | 3  | Éder Carbonera    |             | 23 zmiana14 | 25 zmiana16 |   |   |     |
| P                    | 5  | Lucas Lóh         |             |             | 21 zmiana12 |   |   | 2   |
| R                    | 7  | William Arjona    | 17 zmiana8  | 17 zmiana8  | 9 sześć     |   |   |     |
| A                    | 17 | Evandro Guerra    | 10 zmiana1  | 10 zmiana1  | 16 zmiana7  |   |   | 7   |
| L                    | 22 | Maique Nascimento | L           | L           | L           |   |   |     |
| Nie weszli na boisko |    |                   |             |             |             |   |   |     |
| P                    | 15 | Carlos Barreto    |             |             |             |   |   |     |
| Trener               |    |                   |             |             |             |   |   |     |
| Renan Dal Zotto      |    |                   |             |             |             |   |   |     |

| Poz.                 | Nr | Zawodnik          | 1           | 2           | 3           | 4 | 5 | Pkt |
| -------------------- | -- | ----------------- | ----------- | ----------- | ----------- | - | - | --- |
| Ś                    | 1  | Piotr Nowakowski  | 7 cztery    | 6 trzy      | 5 dwa       |   |   | 3   |
| A                    | 6  | Bartosz Kurek     | 8 pięć      | 7 cztery    | 6 trzy      |   |   | 24  |
| P                    | 7  | Artur Szalpuk     | 9 sześć     | 8 pięć      | 7 cztery    |   |   | 10  |
| R                    | 11 | Fabian Drzyzga    | 5 dwa       | 4 jeden     | 9 sześć     |   |   | 3   |
| P                    | 13 | Michał Kubiak     | 6 trzy      | 5 dwa       | 4 jeden     |   |   | 12  |
| Ś                    | 20 | Mateusz Bieniek   | 4 jeden     | 9 sześć     |             |   |   | 2   |
| L                    | 17 | Paweł Zatorski    | L           | L           | L           |   |   |     |
| Zmiany               |    |                   |             |             |             |   |   |     |
| A                    | 3  | Dawid Konarski    | 20 zmiana11 | 20 zmiana11 | 20 zmiana11 |   |   |     |
| R                    | 12 | Grzegorz Łomacz   |             | 15 zmiana6  | 15 zmiana6  |   |   |     |
| Ś                    | 15 | Jakub Kochanowski |             | 29 zmiana20 | 8 pięć      |   |   | 3   |
| Nie weszli na boisko |    |                   |             |             |             |   |   |     |
| A                    | 8  | Damian Schulz     |             |             |             |   |   |     |
| L                    | 10 | Damian Wojtaszek  |             |             |             |   |   |     |
| P                    | 14 | Aleksander Śliwka |             |             |             |   |   |     |
| P                    | 18 | Bartosz Kwolek    |             |             |             |   |   |     |
| Trener               |    |                   |             |             |             |   |   |     |
| Vital Heynen         |    |                   |             |             |             |   |   |     |

## Statystyki meczowe
| Brazylia | STATYSTYKI        | Polska |
| 69       | MAŁE PUNKTY       | 78     |
| 45       | ATAK              | 43     |
| 4        | BLOK              | 10     |
| 2        | SERWIS            | 4      |
| 18       | BŁĘDY PRZECIWNIKA | 21     |

## Wyjściowe ustawienia
| Wyjściowe ustawienia drużyn (set 1)                                                                                 |
| --- |
| \| Douglas Lucas Wallace Fonteles Maurício Bruno Thales Bieniek Drzyzga Kubiak Nowakowski Kurek Szalpuk Zatorski \| |
| |
| Douglas Lucas Wallace Fonteles Maurício Bruno Thales Bieniek Drzyzga Kubiak Nowakowski Kurek Szalpuk Zatorski       |

| Wyjściowe ustawienia drużyn (set 2)                                                                                 |
| --- |
| \| Maurício Bruno Douglas Lucas Wallace Fonteles Thales Drzyzga Kubiak Nowakowski Kurek Szalpuk Bieniek Zatorski \| |
| |
| Maurício Bruno Douglas Lucas Wallace Fonteles Thales Drzyzga Kubiak Nowakowski Kurek Szalpuk Bieniek Zatorski       |

| Wyjściowe ustawienia drużyn (set 3)                                                                                   |
| --- |
| \| Douglas Lucas Wallace Fonteles Isac William Thales Kubiak Nowakowski Kurek Szalpuk Kochanowski Drzyzga Zatorski \| |
| |
| Douglas Lucas Wallace Fonteles Isac William Thales Kubiak Nowakowski Kurek Szalpuk Kochanowski Drzyzga Zatorski       |

## Rozkład punktów
| BRA | POL |
| --- | --- |
| 1   | 0   |
| 1   | 1   |
| 1   | 2   |
| 2   | 2   |
| 3   | 2   |
| 3   | 3   |
| 4   | 3   |
| 5   | 3   |
| 5   | 4   |
| 5   | 5   |
| 5   | 6   |
| 6   | 6   |
| 6   | 7   |
| 6   | 8   |
| 7   | 8   |
| 7   | 9   |
| 8   | 9   |
| 8   | 10  |
| 9   | 10  |
| 9   | 11  |
| 10  | 11  |
| 10  | 12  |
| 11  | 12  |
| 11  | 13  |
| 11  | 14  |
| 12  | 14  |
| 12  | 15  |
| 13  | 15  |
| 13  | 16  |
| 13  | 17  |
| 14  | 17  |
| 14  | 18  |
| 15  | 18  |
| 16  | 18  |
| 16  | 19  |
| 16  | 20  |
| 17  | 20  |
| 17  | 21  |
| 18  | 21  |
| 19  | 21  |
| 20  | 21  |
| 20  | 22  |
| 20  | 23  |
| 21  | 23  |
| 22  | 23  |
| 23  | 23  |
| 23  | 24  |
| 24  | 24  |
| 24  | 25  |
| 25  | 25  |
| 25  | 26  |
| 26  | 26  |
| 26  | 27  |
| 26  | 28  |

| BRA | POL |
| --- | --- |
| 0   | 1   |
| 1   | 1   |
| 1   | 2   |
| 1   | 3   |
| 2   | 3   |
| 2   | 4   |
| 2   | 5   |
| 3   | 5   |
| 3   | 6   |
| 4   | 6   |
| 4   | 7   |
| 4   | 8   |
| 5   | 8   |
| 5   | 9   |
| 6   | 9   |
| 7   | 9   |
| 7   | 10  |
| 8   | 10  |
| 8   | 11  |
| 9   | 11  |
| 10  | 11  |
| 10  | 12  |
| 10  | 13  |
| 11  | 13  |
| 11  | 14  |
| 12  | 14  |
| 12  | 15  |
| 13  | 15  |
| 13  | 16  |
| 14  | 16  |
| 14  | 17  |
| 15  | 17  |
| 15  | 18  |
| 16  | 18  |
| 16  | 19  |
| 16  | 20  |
| 17  | 20  |
| 17  | 21  |
| 17  | 22  |
| 18  | 22  |
| 19  | 22  |
| 19  | 23  |
| 19  | 24  |
| 20  | 24  |
| 20  | 25  |

| BRA | POL |
| --- | --- |
| 0   | 1   |
| 0   | 2   |
| 1   | 2   |
| 1   | 3   |
| 2   | 3   |
| 2   | 4   |
| 2   | 5   |
| 3   | 5   |
| 3   | 6   |
| 3   | 7   |
| 3   | 8   |
| 3   | 9   |
| 4   | 9   |
| 4   | 10  |
| 4   | 11  |
| 5   | 11  |
| 6   | 11  |
| 6   | 12  |
| 7   | 12  |
| 7   | 13  |
| 8   | 13  |
| 8   | 14  |
| 8   | 15  |
| 9   | 15  |
| 10  | 15  |
| 10  | 16  |
| 11  | 16  |
| 12  | 16  |
| 12  | 17  |
| 13  | 17  |
| 14  | 17  |
| 14  | 18  |
| 14  | 19  |
| 15  | 19  |
| 15  | 20  |
| 16  | 20  |
| 17  | 20  |
| 17  | 21  |
| 17  | 22  |
| 18  | 22  |
| 19  | 22  |
| 20  | 22  |
| 21  | 22  |
| 21  | 23  |
| 21  | 24  |
| 22  | 24  |
| 23  | 24  |
| 23  | 25  |